# Raionul Narodîci, Jîtomîr
Narodîci (în ucraineană Народицький район, transliterat: Narodîțkîi raion) este un raion în regiunea Jîtomîr, Ucraina. Reședința sa este așezarea de tip urban Narodîci.

## Demografie
Componența lingvistică a raionului Narodîci
     Ucraineană (97,1%)
     Rusă (1,83%)
     Alte limbi (1,01%)
Conform recensământului din 2001, majoritatea populației raionului Narodîci era vorbitoare de ucraineană (97,1%), existând în minoritate și vorbitori de rusă (1,83%).